# Gustáv Maršall-Petrovský

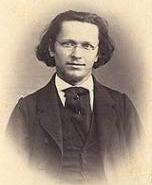
Gustáv Maršall-Petrovský

Gustáv Maršall-Petrovský (* 23. März 1862 in Bački Petrovac, Serbien; † 15. Juni 1916 in Chicago, USA) war ein slowakischer Schriftsteller.

## Leben
Gustáv Maršall-Petrovský, der Sohn eines Gerbers, besuchte vorerst die Grundschulen in Novi Sad in Serbien und in dem heute in Ungarn liegenden Szarvas. Später studierte er Jus in Prešov, wo er wegen angeblicher Konspiration zum Panslawismus vom Besuch ausgeschlossen wurde. Anschließend in Wien studierte er Medizin in den Jahren 1882 bis 1890. Er betätigte sich auch im slowakischen akademischen Verein Tatran. Wegen politischer Konflikte konnte er das Studium nicht abschließen und wanderte in die Vereinigten Staaten aus, wo er bis zu seinem Tod als Schriftsteller und Journalist arbeitete.
Er schrieb einen zweiteiligen Roman über den slowakischen Nationalhelden Juraj Jánošík.

## Werke
- Novely (Novellen), 1887
- Prakt. Lehrbuch der slowak. Sprache für den Selbstunterricht, 1890
- Jánošík, 2 Teile, 1894
- Radca slovenských pristahovalcov v Spojených štátoch Severnej Ameriky (Ratgeber für slowak. Auswanderer nach den USA), 1896